# Hodný, zlý a zfetlá
Hodný, zlý a zfetlá (v anglickém originále The Good, the Sad and the Drugly) jsou 17. díl 20. řady (celkem 437.) amerického animovaného seriálu Simpsonovi. Scénář napsal Marc Wilmore a díl režíroval Rob Oliver. V USA měl premiéru dne 19. dubna 2009 na stanici Fox Broadcasting Company a v Česku byl poprvé vysílán 2. ledna 2010 na stanici ČT2.

## Děj
Milhouse a Bart povolí všechny šrouby na Springfieldské základní škole, což vede k hromadnému chaosu, když se budova i její obsah rozpadne. Milhouse je ředitelem Skinnerem na týden vyloučen ze školy a následně dostane domácí vězení. Bart, jehož účast na žertíku nebyla odhalena, slíbí, že bude Milhouse každý den navštěvovat. Homer Barta vysadí u Springfieldského domova důchodců, aby navštívil dědečka. Tam se Bart okamžitě zamiluje do milé dívky Jenny, na kterou se usilovně snaží působit „dobře“; svou nově nabytou dobrosrdečnost projevuje tím, že brání kachňata a nakonec Jenny pozve na večeři. Na prahu Simpsonových se však objeví Milhouse a vyhrožuje, že odhalí Bartovu pravou, temnou povahu, protože ho Bart během zapomněl navštěvovat. Milhouse se začne objevovat na Bartových a Jennyiných vycházkách a pokaždé naráží na Bartovy prohřešky. Nakonec se Bart Jenny přizná, že než ji potkal, byl ve skutečnosti špatný a hodného jen předstíral, aby navázal vztah. Nadále tvrdí, že se díky tomu, že je s ní, úplně změnil. Jenny, šokovaná tímto odhalením, je sice na okamžik potěšena Bartovou upřímností, ale nedokáže se přimět k tomu, aby Bartovi odpustila nebo mu důvěřovala, a naštvaně mu dá kopačky. Doma se Bart rozpláče a Homer ho utěšuje a ujišťuje, že dívky přicházejí a odcházejí, ale on má stále svou rodinu. 
Líza mezitím dostane za úkol napsat zprávu o tom, jak bude Springfield vypadat v roce 2059. Když na internetu objeví zprávy o mýdle na pití místo vody, o světové válce kvůli malé kapce ropy, o parkovišti, které ještě není navždy zaplněno, a o posledním ledním medvědovi, jenž spáchá sebevraždu, propadne Líza úzkosti a depresi a vyděsí spolužáky svými temnými vizemi o oceánech, které zvednou své hladiny kvůli globálnímu oteplování, o proměně lidstva a nížin v poušť a o Ninive, na které padne tma. Homer a Marge ji vezmou k psychiatrovi, jenž Líze předepíše „pilulky štěstí“. Líza je zpočátku skeptická, ale po užití první pilulky ztratí kontakt se svými problémy a vidí všechno a všechny jako usměvavé tváře. Ve svém zamilovaném opojení málem políbí běžící větrák, který drží Maggie, až nakonec zasáhne Marge, jež se rozhodne, že chce, aby se Líza vrátila do normálu a aby už prášky nebrala. Hodí je do koše, kde je okamžitě sežere Spasitel. Když mu Maggie podá vějíř, sám ho olízne. 
Zlomený Bart v Kwik-E-Martu utápí svůj žal v několika Shrekových nápojích Squishees. Zanedlouho se vrátí do normálu Líza, která Bartovi řekne, že si kvůli některým problémům nemohou zoufat a měli by prostě jít dál. Bart se rozhodne Líziny rady uposlechnout a po koupi kytice růží odchází a mimo obrazovku se omlouvá Jenny za to, že jí lhal o své skutečné povaze, a Milhouseovi za to, že ho opomněl navštívit. Nakonec Bart předá růže Milhousovi a Jenny už nikdy neuvidí. Oba kamarádi se usmíří a společně si dělají žertíky, když opakovaně jezdí ledovou rolbou po podlaze školy, dokud není kluzká jako led. Pak čekají na zvonění a sledují, jak se školáci kloužou, zatímco padá falešný sníh simulující venkovní kluziště.

## Produkce
Scénář k dílu napsal Marc Wilmore a režíroval jej Rob Oliver. V září 2008 bylo oznámeno, že Anne Hathawayová bude hostovat jako Bartova přítelkyně v jedné z následujících epizod. Hathawayová, jež je fanouškem Simpsonových už od dob krátkých filmů v The Tracey Ullman Show, uvedla, že na Simpsonových vyrůstala se svými bratry, a řekla, že „mi to přirostlo k srdci… na střední škole, na vysoké, po škole, po všem. Vždycky se zastavím, kdykoli to dávají.“ Uvedla, že byla nadšená, když jí byla nabídnuta hostující role, a že to „je možná ta nejvíc (…) vzrušující věc“, která se jí kdy stala. V této epizodě poprvé namluvila hlas k animovanému filmu, který nebyl animován předem. Hathawayová popsala svou postavu Jenny jako „hodnou holku“, ale „ne nutně nevýraznou“ a „trochu komplikovanou i trochu soudnou“.

## Přijetí
Podle ratingu agentury Nielsen sledovalo 19. dubna 2009 díl ve Spojených státech 6,50 milionu domácností, v demografické skupině 18–49 diváků získal rating 3,0 a byl druhým nejsledovanějším seriálem v bloku Animation Domination.
Erich Asperschlager z TV Verdictu uvedl, že „nejde o špatnou epizodu, jen není příliš originální“, protože si „hodně půjčuje“ z minulých epizod, a prohlásil: „Je to velmi originální díl. Rád budu seriál hájit proti těm, kteří říkají, že už není vtipný, ale epizody, jako je tato, ztěžují obhajobu proti těm, kteří tvrdí, že po dvaceti řadách je to už jen další z těch samých.“.
Robert Canning z IGN udělil epizodě 7,5 bodů z 10 a řekl, že „mnoho základních nápadů, které se zde nacházejí, bylo již dříve vytěženo v dílech Simpsonových“, ale uvedl, že epizoda „využívala klasické díly jako inspiraci, a ne je jen vykrádala“. Dle Canninga Hathawayová „odvedla dobrou práci“, ale „v roli, kterou měla ztvárnit, nebylo nic extrémního, takže Jenny mohl v podstatě hrát kdokoli“.
Genevieve Koskiová z The A.V. Clubu udělila epizodě známku B+ a uvedla, že epizoda „těžila z celkem přímočarého áčkového příběhu – žádné podivné odbočky nebo preludia, která nikam nevedou – a z minima Homerových šaškáren. Díky tomu, že se děj soustředil na Barta, bylo vše jednoduché a místy zatraceně srdceryvné, zejména pěkná závěrečná scéna, kdy se jde omluvit Milhouseovi, místo aby se snažil získat zpět Jenny. Byla to příjemná připomínka lidskosti, která pod Simpsonovými pulzovala, než se seriál změnil na maniakálnější a někdy i cyničtější, jak ho vidíme dnes.“